# Турецко-чилийские отношения
Турецко-чилийские отношения — двусторонние дипломатические отношения между Турцией и Чили.

## История
В 2010 году исполнилось 85 лет с момента установления дипломатических отношений между странами. Чили в 1926 году стала первой страной в Латинской Америке, в которой признавалась независимость Турецкой Республики, а также был ратифицирован договор о дружбе, подписанный 30 января 1926 г. В Сантьяго в честь отношений с Турцией была названа площадь Турецкой Республики и Ататюрк колледж (созданный турками), а также памятник Мустафе Кемалю Ататюрку. Своё первое посольство в Латинской Америке Турция открыла в Чили в 1927 году. Кроме того, в Анкаре (Турция) 18 сентября 1970 году был открыт памятник национальному герою Чили Бернардо О’Хиггинсу.